# Верулашвили, Екатерина Варламовна
Екатерина Варламовна Верулашвили (груз. ეკატერინე ვარლამის; 1917—1973) — советская актриса театра и кино, Заслуженная артистка Грузинской ССР (1966).

## Биография
Екатерина Верулашвили в 1940 году окончила театральный институт в Тбилиси и была принята в труппу Кутаисского драматического театра. Проработав там до 1942 года, Екатерина ушла добровольцем на фронт, во время Великой Отечественной войны служила в РККА, в зенитных частях.
В 1943 году вернулась к мирной жизни и играла на сцене театров в городах Хашури (Рабочий драматический театр Хашури), Гори (Горийский драматический театр им. Г. Эристави), Телави (Драматический театр Телави). В 1956 году Екатерина Варламовна стала актрисой театра имени Котэ Марджанишвили в Тбилиси.

## Признание и награды
- 1966 — Заслуженная артистка Грузинской ССР[1]

## Творчество

### Фильмография
- 1961 — Добрые люди — эпизод
- 1961 — Под одним небом — соседка художника
- 1963 — Маленькие рыцари — Пелаго
- 1963 — Я, бабушка, Илико и Илларион — крестьянка
- 1964 — Свадьба — мать девушки
- 1965 — Иные нынче времена
- 1966 — Я вижу солнце — хозяйка козы
- 1966 — Встреча с прошлым — Акваринэ
- 1966 — Волшебная лампа Аладдина — мать Аладдина
- 1969 — Не горюй! — Тамар
- 1969 — Время счастливых находок
- 1969 — Бабушки и внучата
- 1970 — Звезда моего города
- 1971 — Хатабала — Плакальщица
- 1972 — Совсем пропащий — мисс Уотсон